# Exégèse canonique
L'exégèse canonique est l'une des branches de l'exégèse biblique. Sa particularité est qu'elle tient compte des résultats de la recherche historico-critique, autrement dit de l'étude scientifique de la Bible, tout en considérant le texte biblique plutôt dans son état final, aussi dit état « canonique ».

## Inspiration biblique
L'exégèse canonique appartient à ce que Michel de Certeau nomme la « vérité institutionnelle » dans son ouvrage L'Invention du quotidien. Elle tient compte des résultats de la recherche historico-critique, autrement dit de l'étude scientifique de la Bible, mais elle considère le texte biblique dans son état final, ou « canonique », d'où son nom. 
Seul ce texte final est réellement d'inspiration biblique et par conséquent, pour le croyant, source d'autorité et d'enseignement divin. D'un point de vue méthodologique, on ne tient pas compte du fait que les différents livres bibliques sont de dates différentes, d'auteurs différents, ni de la datation très tardive de leur compilation sous forme de codex.
Cette démarche a pour caractéristique majeure de s'appuyer sur un corpus défini par la seule et unique autorité de Rome, marquant ainsi la frontière entre orthodoxie et hétérodoxie, entre credo et hérésie (par exemple le Magistère de l'Église, celui-ci étant considéré comme un tout dont les parties sont susceptibles de s'expliquer les unes par les autres). 
Dans l'Église catholique, cette exégèse s'applique essentiellement aux textes doctrinaux, mais aussi historiques, pour lesquels elle pratique une forme d'interprétation relevant d'une « herméneutique sacrée » dont la Commission biblique pontificale et la Commission théologique internationale constituent aujourd'hui les organes de diffusion officiels.
Sur ce point de l'inerrance biblique les doctrines catholique et évangélicaliste restent peu différenciées. 

## Approche canonique
Même si l'approche canonique tient peu compte des résultats de la recherche historico-critique, la constitution dogmatique Dei Verbum du concile Vatican II prend acte de ses apports et s'efforce de poser les bases d'une nouvelle lecture du rapport entre la théologie et  l'herméneutique biblique.
La fin du XXe siècle voit une remise en cause des fondements mêmes de l'exégèse historico-critique et propose une vision plus « canonique » de la Bible en insistant davantage sur son identité théologique. Les propositions de la Commission biblique pontificale, suivies par l’exhortation Verbum Domini (en) de Benoît XVI (2010), empruntent cette direction.